# ドレッド・スコット対サンフォード事件
ドレッド・スコット対サンフォード事件（英:Dred Scott v. Sandford、またはDred Scott Case、またはDred Scott Decision）は、1857年にアメリカ合衆国最高裁判所で判決が下されたアメリカ合衆国の歴史の中でも転換点となった事件である。この判決は、アフリカ人の子孫が奴隷であるか否かに拘らず、アメリカ合衆国の市民にはなれないとし、アメリカ合衆国議会は連邦の領土内で奴隷制を禁じる権限がないとした。判決主文は最高裁長官のロジャー・トーニーによって書かれた。
この判決は、いわゆる「血を流すカンザス」紛争の「ボーダー・ラフィアンズ」側の肩を持ったことになった。ボーダー・ラフィアンズたちはカンザスが自由州になるとミズーリ州からの逃亡奴隷にとって天国になることを恐れていた。判決は奴隷制度廃止運動家を激怒させた。奴隷制に関する論議を二極化することは南北戦争に導く大きな要因になったと考えられている。1850年は逃亡奴隷取締法が罰則付きで強化された年であり、奴隷制に関する対立は激化していた。
この判決の一部は、アフリカ系アメリカ人の市民権と諸権利を扱っているが、後にアメリカ合衆国憲法修正第13条と第14条で覆されることになった。

## 背景
ドレッド・スコットは奴隷として生まれた男であり、アメリカ陸軍のジョン・エマーソン少佐が1833年頃に購入した。元の所有者はピーター・ブロウであり、恐らくスコットの生まれた1795年以来、少なくとも1818年以降は所有していた。エマーソンはイリノイ州アームストロング砦で3年間従軍していた。イリノイ州は自由州であり、スコットはイリノイ州憲法の下で解放される資格があった。1836年、エマーソンは当時のウィスコンシン準州、現在のミネソタ州に引っ越したが、ここもミズーリ妥協とウィスコンシン州権限付与法の下で自由領土であった。スコットはそこにいる間に奴隷のハリエット・ロビンソンに出会って結婚した。結婚は法律的に契約を結ぶことであり、南部では奴隷にその権利は無かった。
1837年10月、エマーソンはミズーリ州セントルイスに移動することになったが、スコットとその妻を賃貸にして数ヶ月間ミネソタに残しておいた。スコットを賃貸にするということは奴隷制を意味し、明らかにミズーリ協定とウィスコンシン州権限付与法および北西部条例の下では違法であった。

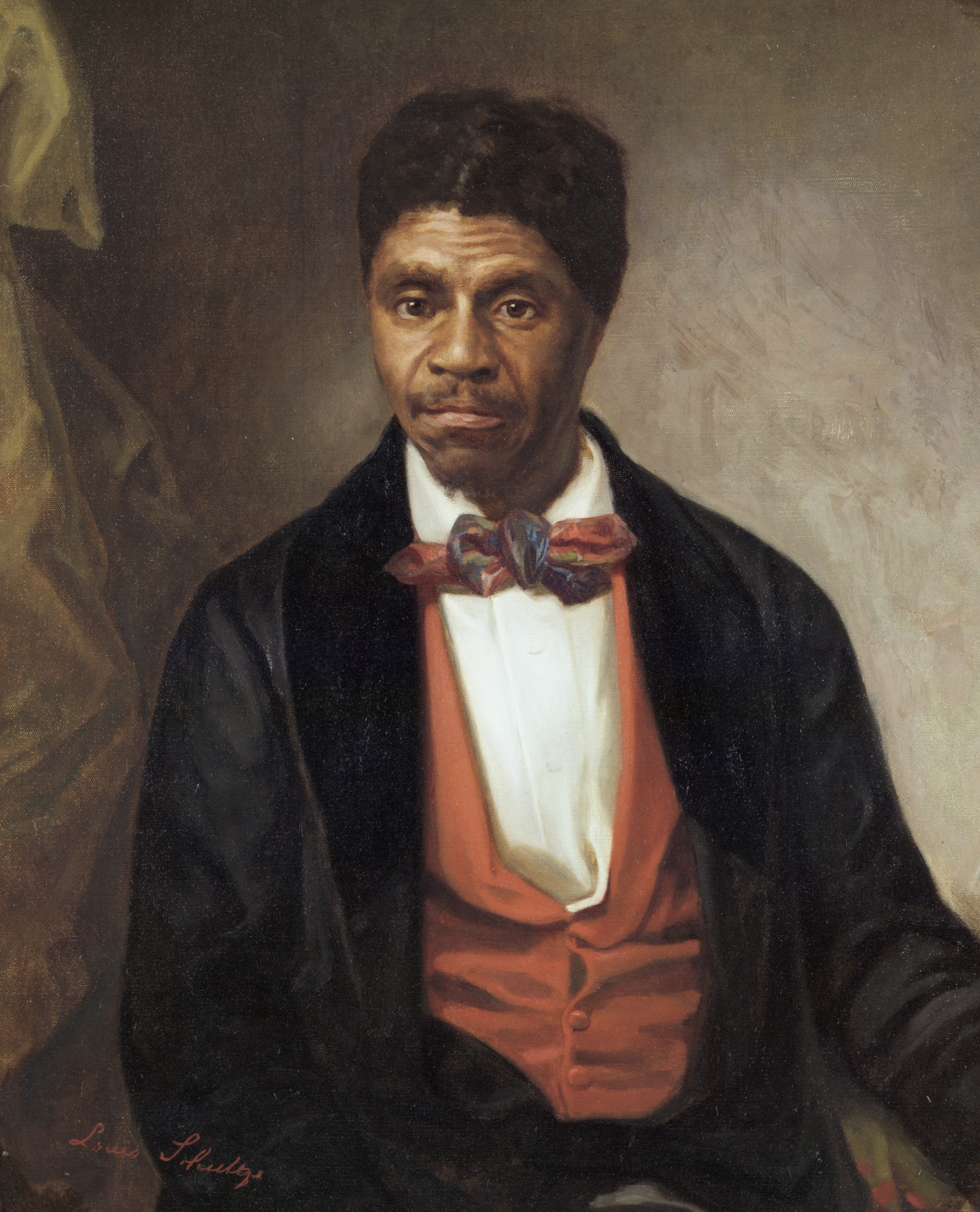
ドレッド・スコットの肖像

11月、エマーソンはルイジアナ州ジェサップ砦に転属となった。翌年の2月、エマーソンはイレーヌ・マリー・サンフォードと結婚し、スコット夫妻をミネソタから呼びつけた。スコット夫妻はエマーソンとその家族に従って最初はセントルイスに、続いてスネリング砦に移動し、1840年5月までそこに留まった。その旅行中に自由州の境界をなす川の近くで、スコットの最初の子供エリザ・スコットが生まれた。1840年5月、エマーソンはフロリダ準州でのセミノール戦争に駆り出され、その妻と奴隷達をセントルイスに残して行った。エマーソンは戦争から帰還すると、自由領土であるアイオワ準州へ移動したが、スコット夫妻を再び賃貸にしてセントルイスに残した。1843年12月、エマーソンは40歳で不慮の死を遂げた。スコットとその家族はイレーヌ・エマーソンの指図で次の3年間賃貸された奴隷として働いた。1846年2月、スコットはイレーヌから自分達の自由を購おうとしたが、イレーヌが拒否した。
1846年4月、スコットは解放を求めて告訴した。その根拠はスコットが自由州と自由準州に居住し法的に自由になったこと、およびその後では奴隷に戻されるはずがないということであった。

## 裁判

### ミズーリ州裁判所の経過

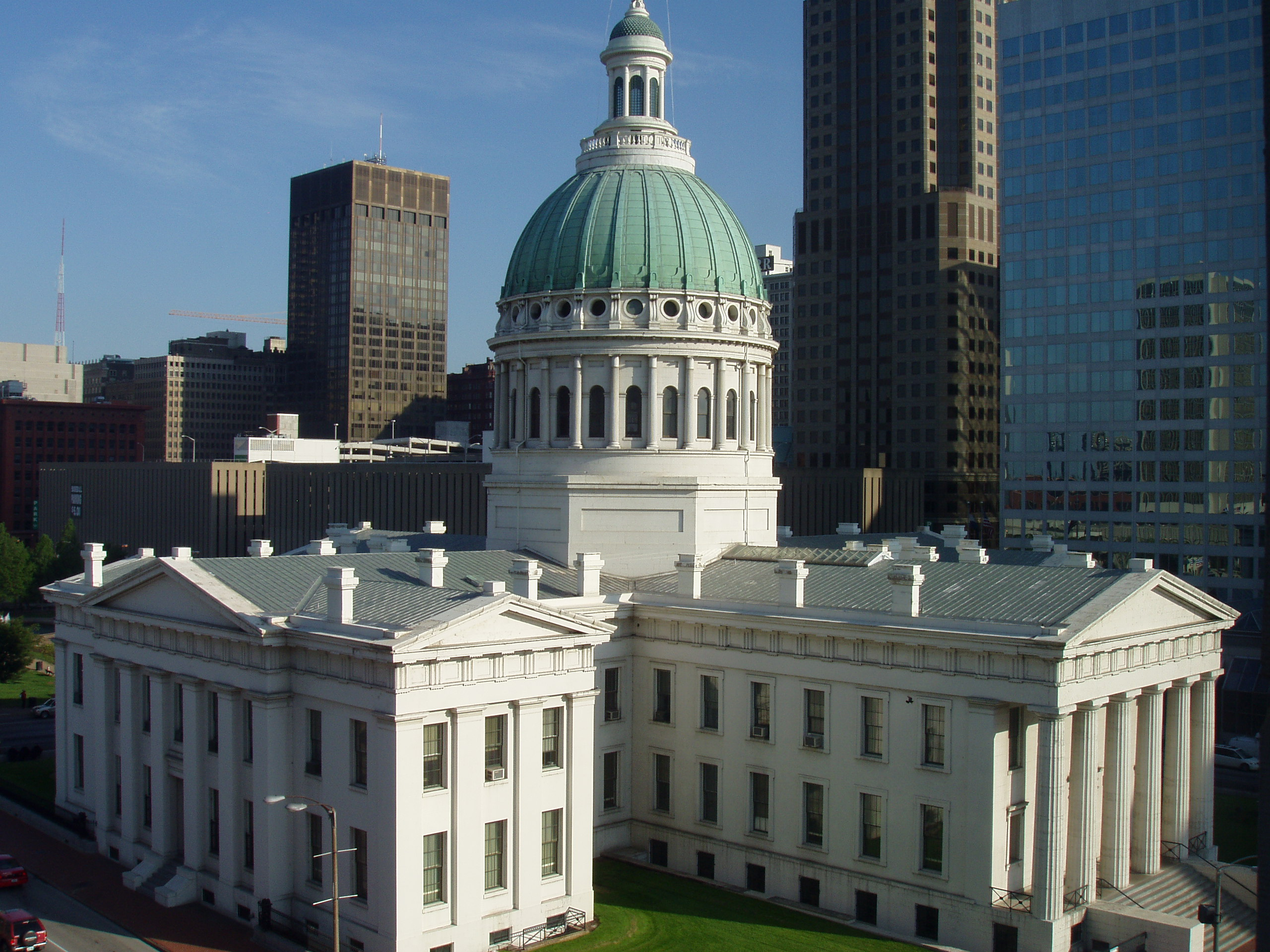
セントルイスの旧裁判所

第一審ではスコットが実質的に勝訴した。スコットは奴隷であることを裁判所に証明できなかった。判事は第二審を1847年12月に要求した。エマーソンは第二審をミズーリ州最高裁に抗告したが、裁判所は1848年6月に抗告を棄却した。第二審は1850年1月になってやっと開かれ、判決はスコットとその家族が法的に自由であるとした。エマーソンは再びミズーリ州最高裁に抗告した。
この時点でエマーソンはニューヨーク州にいる兄弟のジョン・F.A.サンフォードに公判の責任者を振り替えたので、サンフォードが引き継いだ。ミズーリ州最高裁は下級審の判決を覆し、スコットは奴隷であるとした。この判決は判例に添っていなかった。ミズーリ州裁判所は一貫して自由州に連れて行かれた奴隷は自動的に解放されるとしていた。ミズーリ州裁判長ハミルトン・ローワン・ギャンブルは奴隷を所有しており反対意見を書いた。
ミズーリ州の判決はセントルイスの州立連邦裁判所で議論された。

### ブキャナン次期大統領と判事の交信
1856年11月の大統領選挙投票後、就任式前の次期大統領ジェームズ・ブキャナンは友人の連邦最高裁判事ジョン・カトロンに手紙を書いて、この裁判は3月の就任前に判決が出るかを尋ねた。ブキャナンは奴隷制の将来を政治的議論の外に置くような判決が出ることで、奴隷制問題に関する国中の不安を鎮める効果を期待していた。
ブキャナンは後に北部人のロバート・グリア判事（ブキャナン、トーニー、グリアの三人はともにディッキンソン大学出身である）を説得して、判決が党派的論争の延長上にあるような印象を与えないよう多数派意見の側に加わるようにする裏工作に成功した。今日の常識から見ればこのような文書のやり取りは司法に対する不適切で一方的な接触と見なされる可能性が強い。19世紀の寛大な常識の下であっても司法の場にいる個人に対する政治的介入は不適当と見られたであろう。

## 判決
連邦最高裁判決は1857年3月6日に下された。裁判長のロジャー・トーニーは裁判所の見解を述べ、それぞれの判事が判決に賛成したか、あるいは反対意見を述べたかを付け加えた。全部で6人の判事が判決に賛成し、サミュエル・ネルソンは判決に同意したがその理由には同意せず、ベンジャミン・カーティスとジョン・マクレーンは異議を唱えた。
判決はまず初めにこれが司法権に属するかを判断した。アメリカ合衆国憲法第3条第2説第1項は「司法権は異なる州の市民間の紛争に及ぶ」と規定している。スコットは、アメリカ合衆国憲法が採択されたときの用語の理解に従うと、憲法の意味するところの「或る州の住民」ではない、それ故に連邦裁判所に告訴することは出来ないとした。さらにある人間が或る州の市民であるかは、憲法第3条の目的に照らして厳密に連邦の問題である。このことは、いかなる州も「州法」の目的に応じて或る個人に州の市民権を与えることができるが、第3条の目的に照らして或る個人に市民権を与えることはできないことを意味している。換言すれば、連邦裁判所は連邦の憲法にある「或る州の市民」という言葉を解釈する時に、或る州が市民権を与えた個人に踏み込む必要は無かった。むしろ、誰が第3条の目的に従って或る州の市民であるかを決定するのは連邦裁判所である。
かくして、ミズーリ州がスコットを市民と認めたかは重要ではない。トーニーは次のように要約した。
このことは次を意味していた。
それ故に唯一の関連する問題は、憲法が批准された時点で、スコットは第3条の意味する範囲でどこかの州の市民と考えられたかである。判決によれば、憲法の起草者は全てのアフリカ系アメリカ人を次のように見ていた。
判決はまた、「不快の羅列」を開陳し、スコットの請願を認めることの結果として生じる恐れを述べた。
スコットはミズーリ州の市民ではなかった。それ故に連邦裁判所はこの訴訟について公聴する権限を欠いていた。
しかし、裁判所が権限を欠いていたという結論にも拘らず、スコットは自由人ではないと結論付けた。スコットが暫くミネソタに住んでいたとしても、そこが自由領土だと宣言したミズーリ協定が連邦議会の法制化の権限を超えていたからであった。判決は、それら領土を獲得しその中に政府を創る議会の権限は制限されており、アメリカ合衆国憲法修正第5条で、奴隷所有者が奴隷を自由領土に連れて入ったからといって、奴隷所有者からその奴隷のような財産を奪う法律を排除していたことを根拠にした判断に拠っていた。判決は、この問題が法廷に掛けられるものではないが、領土議会は奴隷制を禁じる権限がないというところまで踏み込んだ。
この判決は、連邦最高裁が議会の立法を違憲と判断したことでは2回目のものであった（1回目はこの時より54年前の「マーベリー対マディソン事件であった）。反対意見を表明したカーティスは、一旦裁判所がスコット事件を公聴する権限がないと判断したからは、そのとるべき唯一の処置は棄却することであり、その告訴に有利となる判断を下すことではないという根拠で判決の一部は付随的なものであると攻撃した。カーティスとマクリーンによる反対意見は、判決がミズーリ協定とその効力を覆したことであり、そのどちらも事件を解決するためには不要であるとも攻撃した。また、憲法の枠組みを作った者達は誰も、合衆国議会が連合会議によって制定された北西部条例、あるいは北緯36度30分より北では奴隷制を禁じるその後の法律にある反奴隷制条項の採用に対して憲法を根拠にした反対をしなかったことも指摘した。さらにこれらの議論の中にアフリカ系アメリカ人が市民にはなれないという主張に対し憲法の根拠は無いとした。憲法の採択のときに、黒人は13州のうち10州で投票ができた。このことはかれらがその州の市民であるだけでなく、合衆国の市民であることを意味したと主張した。
この判決は奴隷制に対する論争的意味合いで通常考えられているが、この事件の判決は財産権に対する重要な意味を持っていた。諸州は他の州の者に属する個人的財産を州法を根拠に所有権を主張することができない、また所有権は法制が変わったからといって無くならない。この解釈は裁判所の判断に共通であり、奴隷制に厳密に結び付けて解釈されしばしば見過ごされている。

## 結果
この判決は、当時の多くの者が奴隷制を拡張する方向に進めたと考えた頂点のものであった。領土の拡張とその結果としての新しい州の加盟は、新しい州が奴隷州として加盟するに連れて、昔からあるミズーリ協定が北部での政治的力を失って行く事を意味していた。かくして、民主党の政治家達はミズーリ協定の撤廃を求め、「妥協」を自然に終わらせたカンザス・ネブラスカ法の成立した1854年に最終的に成功したことになった。カンザス・ネブラスカ法は北緯40度までの新たに加盟する州は奴隷州になるか自由州になるかを決定することを許した。ここで「ドレッド・スコット事件」により、トーニーの下の最高裁は新領土への妨げられない奴隷制の拡張を許そうとした。
トーニーはこの判決が今回限りで奴隷制の問題を落ち着かせると信じたが、反対の結果を生んだ。それは北部での奴隷制に対する反対運動を強化し、民主党を派閥で割り、南部の奴隷制擁護者の中の脱退主唱者を勇気付けてさらに大胆な要求をさせ、また共和党の勢力を強めた。

## 反応
奴隷制に反対する者からの判決に対する反応は激しいものであった。「オールバニ・イブニング・ジャーナル」紙は、国が礎を築いた自由の原則に対する攻撃であり、自由州に対する奴隷州勢力の勝利として判決を非難するときに2つの主題を結びつけた。
この編集者は好戦的な注釈を加えて文を終えた。
多くの奴隷制度廃止運動家および幾らかの奴隷制擁護者は、この問題が続いて起こる裁判に持ち上げられれば直ぐに、諸州はその境界内で奴隷制を禁じる権限が無い、その領域内に入って来る奴隷の解放を定める州法、あるいは奴隷制を禁じる州法は共に違憲であるとする準備ができていると信じた。エイブラハム・リンカーンは1858年6月16日、イリノイ州スプリングフィールドで行った「分裂した家」演説（House Divided Speech）でこの危険性を強調した。
「次の」ドレッド・スコット判決の恐れは、奴隷制が当時の境界内に収まっている限りは奴隷制を認めて満足していた北部の多くの者に衝撃を与えた。
さらにスティーブン・ダグラスのような北部の民主党員を難しい立場に置いた。民主党の北部派閥は「人民主権」の旗の下に1854年のカンザス・ネブラスカ法を支持し、議会がそれらの領土への奴隷制の拡張を禁じなかったとしても、そこの住人が領土議会でそれを禁じることができると論じていた。ドレッド・スコット判決はそれができないことを正面から規定していた。たとえ厳密に言ったとしてもその問題は法廷に持ち出すこともできなかった。
ダグラスは、法廷の判決に直接反論せず、その自由原理で障害に打ち勝とうと試みた。ダグラスは、たとえ或る領土が奴隷制を禁じることができないとしても、地元の治安組織が奴隷制を守ろうとしなければ制度そのものが定着し得ないと主張した。
この原理は北部民主党員の恐れを和らげたが、同じ仮定から異なる結論に辿り着いた南部民主党員には全く受け入れられなかった。彼らが論じるように、もし敵対的な領土政府がその権利を守ることを拒むことで領土内に奴隷を連れてくる権利に反対できるならば、連邦議会は全ての領土に連邦奴隷法を制定する干渉を行うに違いないというものだった。南部民主党員はもし連邦議会がそうしなければ、脱退するという脅しを結びつけた。
同時に民主党は共和党を無法な反乱者と特徴づけ、この国の法として最高裁の判決を進んで受け入れようとはしないことで国の分裂を生もうとしているとした。北部の奴隷制に反対する者の多くは、ドレッド・スコット判決を拘束性のあるものと見なすことを拒むために法学的な議論を提案した。裁判所の判決は、連邦裁判所がスコットはミズーリ州の市民ではないために、スコット事件の公聴をする権限がないという命題で始まっていたとした。それ故にミズーリ協定に関する判断は不要（すなわち、司法の判断権を超えている）であり、無効（すなわち傍論にすぎない）であると論じた。ダグラスはこの立場に立つリンカーンを攻撃した。ダグラスは次のように論じた。
南部の奴隷制擁護者はさらに進んで、判決は合衆国の存続のために基本的なものであると主張した。リッチモンド・インクワイアラー紙は次のように書いた。
しかし、奴隷制の支持者の中に判決を合衆国内でのその権利を擁護したと見なす者もいた一方で、共和党員が非難するように国中に奴隷制を広げる単なる一歩と見なす者もいた。彼らは奴隷を所有する権利と所有者が選ぶどこへでも奴隷を連れて行ける権利に対する制限は違法である確信し、次の10年でボストン・コモンで奴隷のセリが見られると誇らしげだった。これら南部の急進派は民主党を割る用意があり、その後の出来事が示すように国を割る準備も出来ていた。
著名なアフリカ系アメリカ人で奴隷制度廃止運動家のフレデリック・ダグラスは、判決が違憲であり、裁判長の理由付けは合衆国創設者の理想に反していると考え、政治的な紛争は避けられないと認識した。「最高の権威を持っている者が意見を述べた。最高裁の意見は国民の良識にやっかいな波を送った。しかし私の望みは今ほど明るくなることはなかった。国民の良識がこのような明け透けで、目に付き、恥ずべき嘘の手形によって眠りに付かされる恐れは感じていない。」

## スコットの運命
スコットの最初の主人ピーター・ブローの息子は、1857年5月26日にスコットとその家族の解放を購った。スコットは解放から1年4ヵ月後の1858年9月17日に結核で死んだ。

## 後の参照

### 歴史的影響の評価
チャールズ・エヴァンズ・ヒューズは、最高裁長官に任命される前の1927年に最高裁の歴史について書いており、ドレッド・スコットの事件を「自らに課した傷」とし、それから快復するために少なくとも1世代を要したと述べた。

### 「ドレッド・スコット事件」と「ロー対ウェイド事件」
妊娠中絶反対の運動家にとって、「ロー対ウェイド事件」は「ドレッド・スコット事件」の判決に近い意味合いを捉えた。こう考える人々にとって、この2つの事件は或る集団（「ドレッド・スコット事件」ではアフリカ系アメリカ人、「ロー事件」では胎児）が憲法の保護を受けていないと主張すること、および政治的な事項に裁判所による不必要な干渉があったことで似ているとしている。中絶賛成の者は2件の間の関係は曲解だと言っている。「ロー対ウェイド事件」は胎児が人間であるかという点に焦点があるのに対し、「ドレッド・スコット事件」の判決はスコット氏が人間であることを認めたが、彼はアメリカの市民ではないとしたのである。しかし、妊娠中絶反対の主唱者は、ドレッド・スコットの市民権の問題が彼の人間性に関する裁判所の考えに密接に結びついていたとの観察で反論している。トーニーによって表された裁判所の判断は、アフリカ系アメリカ人が「劣等な階級の存在であり、それだけ劣っていれば権利を有しない。」と見なした。黒人を「劣等な階級の存在」と判断することで、裁判所は彼らの人間性を全面的に否定したことを示している。
保守的な法学者はさらに、両判決が実体的適正手続きに拠っていると指摘する。すなわち、憲法に明文の規定がない基本的権利について、あるいはその制限に際し厳格審査を要求するにあたり、合衆国憲法修正5条（1791年12月15日制定、連邦政府に対する制約）および修正14条（1868年7月9日制定、州政府に対する制約）の保証する適正手続条項に基づいて、法律の内容が適正でなければ、何人も生命・自由・財産を奪うことはできないとする法理である。ここで手続きが法律的に適正であるだけでなく、法律の内容もまた憲法に適合していなければならないと解釈されている。
この原理の下で、アメリカ合衆国憲法修正第5条と14条の「生命、自由、あるいは財産」条項は、「生命、自由、あるいは財産」を不適正に奪うこととなる法律を無効にする権利を司法に与えていると解釈される。中絶が憲法で守られているというロー事件の判決主文は、最終的に（1992年）前述の「自由」の中にあると位置付けられた。奴隷のドレッド・スコットは、裁判の多数意見に従えば、「財産」を憲法に添って守ったことになった。
この主張に対する批判者は、判決が憲法について同じ型の厳密な解釈によってなされたのであり、ロー事件を覆すためには必要となると指摘している。これらの判決で、最高裁の判断は憲法が奴隷制を容認しており、憲法の立案者は市民の権利を奴隷まで拡張する意図が無かったことに焦点を当てていた。それ故に、これを変えようとするためには、憲法の修正が必要となる、この見解は憲法修正第13条と第14条の通過時に適用された。
保守的な法学者の中には、「ドレッド・スコット事件」と「ロー対ウェイド事件」のもう一つの類似性が両判決とも国民の論争（「ドレッド・スコット事件」では奴隷制、「ロー事件」では中絶）を解決しようとしたところにあると言っている。意図せぬ結果として論争は逆に掻き立てられ、「ドレッド・スコット事件」では南北戦争に、「ロー事件」では連邦裁判官指名の政治問題化に行き着いた。
これらの比較は深遠なものではない。「家族計画対ケーシー事件」（1992年）ではロー事件の中心判決、中絶は憲法で守られているというところを取り上げ、スカリア判事は次のようにドレッド・スコット事件に比較して、ロー事件判決を覆したい他の判事3名に同意した。
スカリアは「ドレッド・スコット事件」判決が奴隷制の問題を解決するというブキャナン大統領の誤った予測と、ロー裁判の判決が中絶の問題に決着を付けるという誤った期待との比較に踏み込んだ。
この類似はジョージ・W・ブッシュ大統領が2004年大統領選で2回目の討論の時に最高裁人事について問われたときの次の答えで広く認識されるようになった。
ドレッド・スコット事件はおよそ1世紀半も前にアメリカで廃止された奴隷制の問題を扱った裁判であったので、このコメントは幾らかの観測筋を悩ませた。解説者の中にはブッシュの回答をむしろ歴史の細かいところを奇妙にとりあげたと考えた。しかし、この声明はブッシュをして中絶反対論者に直向なメッセージを送らせたと感じた。中絶反対論者はそれが「ロー対ウェイド事件」に対するベールを被った攻撃であり、判決を覆すことを示唆するでもなく、他の考え方を遠ざけていると理解できるからである。
このコメントは明らかに大きなポイントを示唆しているので混乱させられた者もいた。（修正第13条の成立前の）憲法は一般に奴隷制を許可していなかったというのは嘘である。憲法第1条第2,2C節第3項：「割り当て」は次のようになっている。
この条項に「奴隷制」という言葉は見つけられないが、年季奉公の者を含み、「税金を払わないインディアン」を除外するということで、残るものは奴隷のみであり、その人数の5分の3を代議員の数や税金の割り当ての際に使用するということである。これを5分の3妥協と呼んでいた。

### 「ドレッド・スコット事件」と「ハムダン対ラムズフェルド事件」
最近の対テロ戦争に関連して、アメリカ同時多発テロ事件以後とその結果としての紛争や特別の演出で捕まった不法戦闘員（その多くはグァンタナモ湾収容所や他の秘密の場所に収容されている）について、「スコット事件」と似たところがある。人身保護の権利は捕まったものには認められておらず、それ故に他ならば適用される憲法の保護も与えられていない。
「ハムダン対ラムズフェルド事件」では合衆国最高裁判所が、捕まえられた囚人を裁くために適用された軍事委員会は合衆国憲法、軍事司法統一法典やその他の国際法およびジュネーブ条約に照らして違法と判断した。
この判決は、ハムダンがまだ裁判所か軍事法廷かあるいは裁判所のような保護のある手続きのどれかで審判を受けなければならないことを意味した。このことは敵の戦闘員の人身保護請願が適当な裁判所の権限内にあることを意味した。
判決は大統領の軍事委員会を招集する権限の範囲にも及び、その考え方が、戦闘員に対する最小の保護策として署名国の「領土内にある」「規則に添って作られた裁判所」で審判されるべきとしたジュネーブ条約第3条に違背しているとした。創設された軍事委員会はこの要求に合致せず、ハムダンの審判には使えなかった。
最高裁は、大統領がそのような委員会を招集する権限が無いとし、そのような可能性は連邦議会にあるとしたので、連邦議会は2006年の軍事委員会法を通し、2006年10月17日に署名されて発行された。このやり方で、ブッシュ大統領は軍事委員会の考えを捨てることなく、通常の裁判所簿司法権限を回避することで判決に従うことができた。